# Romain Grosjean
Romain David Jeremie Grosjean (pronunciación en francés: /ʁɔmɛ̃ ɡʁoʒɑ̃/; Ginebra, Suiza; 17 de abril de 1986) es un piloto de automovilismo francés que también posee la nacionalidad suiza. Fue campeón de los campeonatos de Fórmula Renault Francesa en 2005, Fórmula 3 Euroseries en 2007, Auto GP en 2010 y de GP2 Series en 2011. En Fórmula 1 consiguió un total diez podios y una vuelta rápida en 180 Grandes Premios, compitió con Renault en 2009, entre 2012 y 2015 para Lotus, y desde 2016 hasta 2020 para el equipo Haas.
Desde 2021 hasta 2024 fue piloto titular en la IndyCar Series para los equipos Dale Coyne Racing, Andretti Autosport y Juncos Hollinger Racing. En 2025 es piloto reserva de PREMA.

## Carrera

### Categorías inferiores
Comenzó en carreras de karting. En 2003 debutó en la Fórmula Renault 1600 Suiza donde se tituló campeón ganando en todas las citas disputadas. 
Un año más tarde, Grosjean pasó a la Fórmula Renault 2000 logrando conseguir el título en 2005. Tras esos resultados, ingresó al programa de desarrollo de pilotos de Renault.

### Fórmula 3 Euroseries
Grosjean debutó en Fórmula 3 Euroseries en 2006, resultando 13.º con Signature. En 2007 se alzó con el título del campeonato con el equipo ASM Formule 3 tras conseguir seis victorias, cuatro pole positions, seis podios y siete vueltas rápidas esa temporada, batiendo a su compañero de equipo Nico Hülkenberg, campeón de la GP2 Series en 2009. En el mes de diciembre de ese año, Grosjean es anunciado como piloto probador de la escudería ING Renault F1 para la temporada 2008 de Fórmula 1 y un día después también se oficializa como piloto de la escudería de la GP2 Series ART Grand Prix.

### GP2 Series

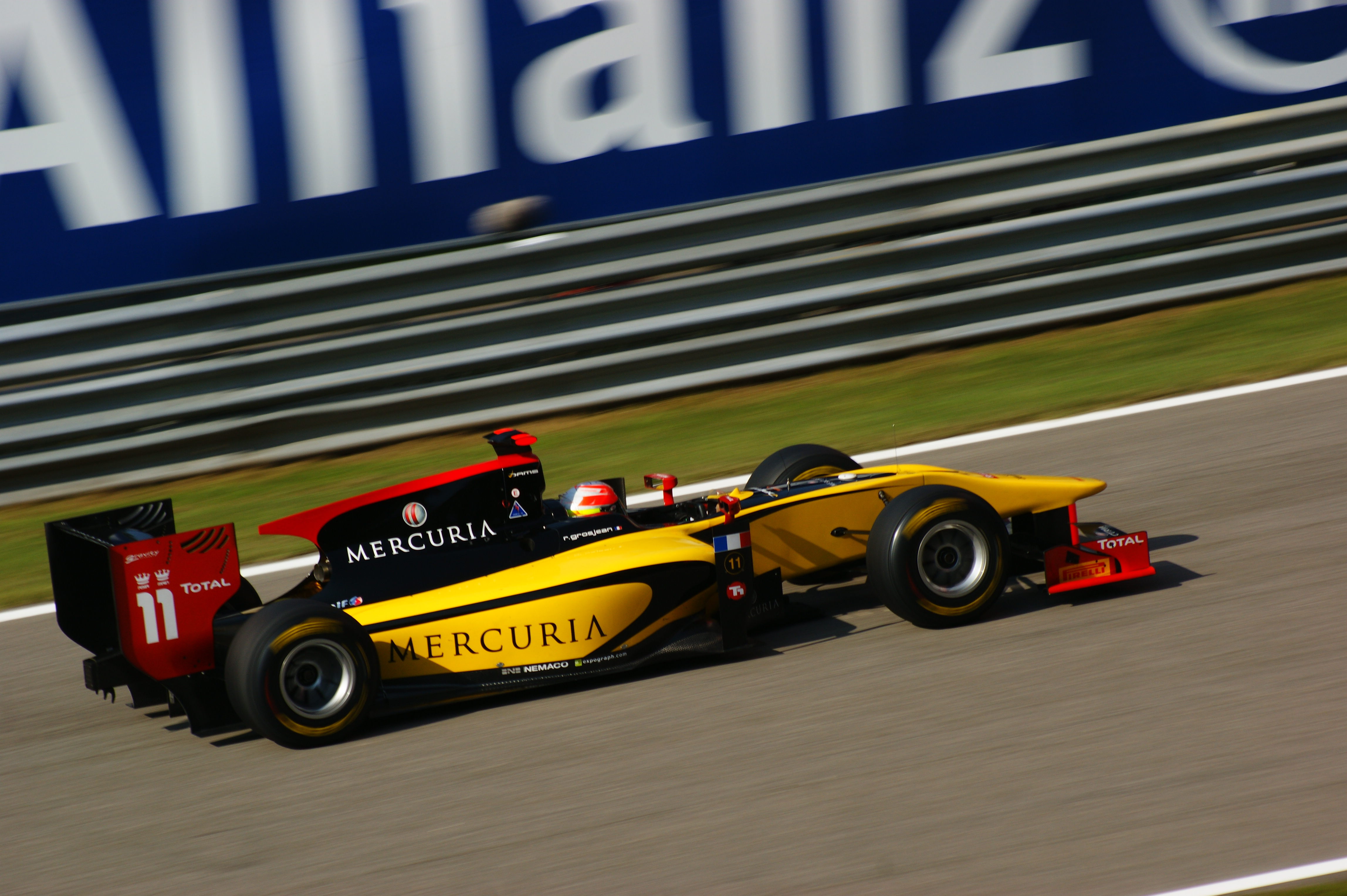
Grosjean se proclamó campeón de GP2 en 2011.

En su participación en la GP2 Asia Series logró ganar el campeonato con dos pruebas del mundial por disputarse. En agosto de 2009 se rumoreó que Romain era principal aspirante para sustituir al piloto de Fórmula 1 Nelson Piquet, Jr. para el resto de la temporada. Y es en 2009 cuando comienza a cosechar importantes y exitosos resultados en la GP2, abandonando a mitad de la temporada en 2ª posición de la clasificación (dos victorias), tras Nico Hülkenberg, para ocupar un asiento en Fórmula 1. 
Antes del Gran Premio de Europa de 2009, se confirmó que Grosjean sería el sustituto de Nelson Piquet en el equipo ING Renault F1 Team, compartiendo equipo con el bicampeón español Fernando Alonso para el resto de la temporada. Este cambio probablemente fue precipitado, ya que el año siguiente decidieron prescindir de sus servicios contratando a Vitaly Petrov, que se mostró menos rápido en categorías inferiores.
A partir de 2011, el piloto vuelve a la categoría con DAMS. Consigue empezar de manera inmejorable al ganar la 1ª carrera, a la que seguirían otros tres triunfos y un liderato destacado por delante de Giedo van der Garde. El 27 de agosto de 2011 se convierte en matemáticamente campeón de la GP2 2011 a falta de tres carreras puntuables por disputarse, con un tercer puesto en la carrera de Spa.

### Fórmula 1

#### Renault (2009, 2011)
Romain Grosjean fue contratado como segundo piloto en 2009 para el equipo ING Renault F1 Team, sustituyendo a Nelson Piquet, Jr. a partir del Gran Premio de Europa. Comienza su carrera en Fórmula 1 logrando un decimocuarto lugar en la clasificación y acabando 15.º en carrera tras un toque en la primera vuelta. En el Gran Premio de Bélgica tuvo que abandonar en la primera vuelta tras un choque múltiple entre él, Lewis Hamilton, Jenson Button y Jaime Alguersuari. En Monza vuelve a acabar la carrera en 15.º puesto, aunque cometiendo algunos errores.

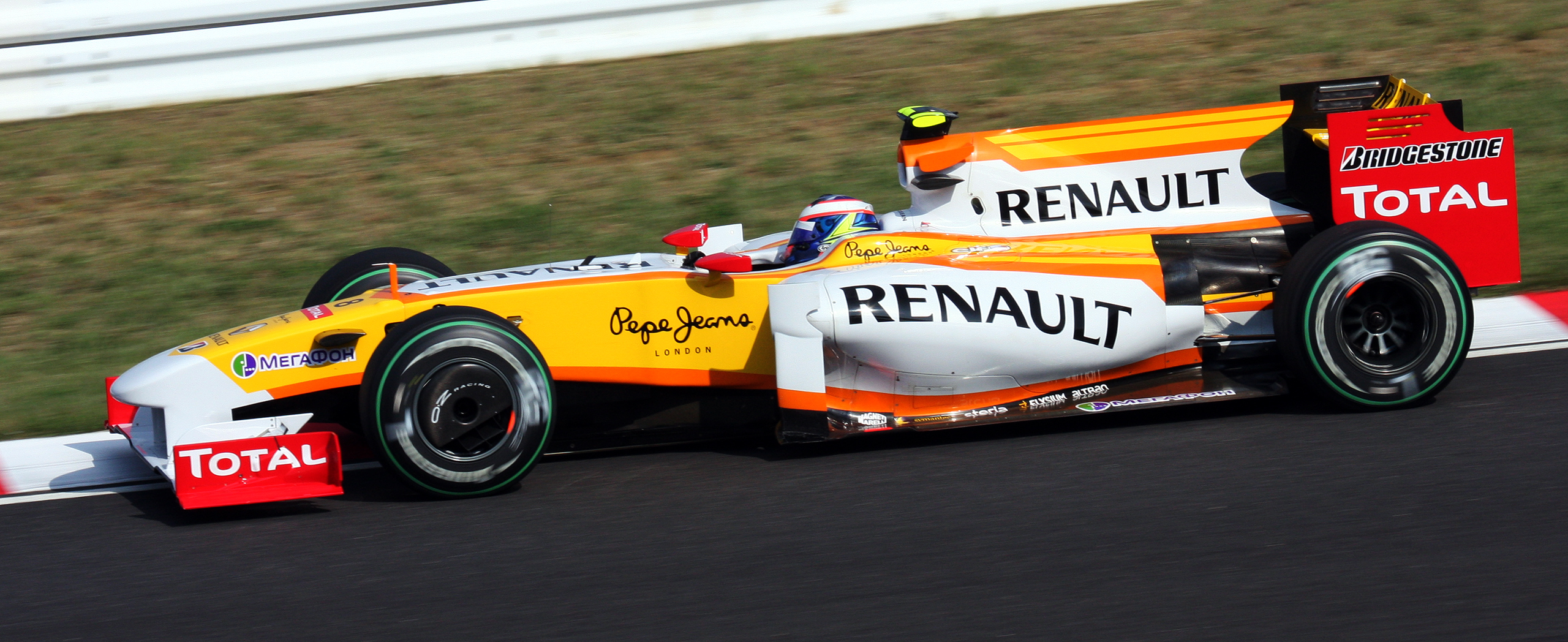
Grosjean al volante de su Renault R29.

En Singapur abandona por problemas en los frenos y en Suzuka acaba 16.º en otra floja actuación. En Brasil sale 13.º y acaba en la misma posición. Y en Abu Dabi, en su último intento de puntuar, sale 19.º, y en la carrera, solo avanza una posición, terminando 18.º y último. Su estreno en la máxima categoría se vio claramente perjudicado por la baja competitividad de su coche.
En 2010 el piloto francés tuvo que dar su volante al piloto ruso Vitali Petrov, por lo que tuvo que buscarse la vida en otras competiciones como en la GP2 Series. En 2011 es confirmado como piloto de pruebas de la escudería Lotus Renault. A medida que va avanzando el año, se rumorea su regreso como titular en la temporada 2012. Estuvo presente con el equipo en las últimas carreras a partir del GP de Singapur y pudo pilotar el coche en los entrenamientos libres de las dos últimas carreras: en Abu Dabi y en Brasil. Por otra parte, el expiloto de Renault gana el título de la GP2 Series.

#### 2012

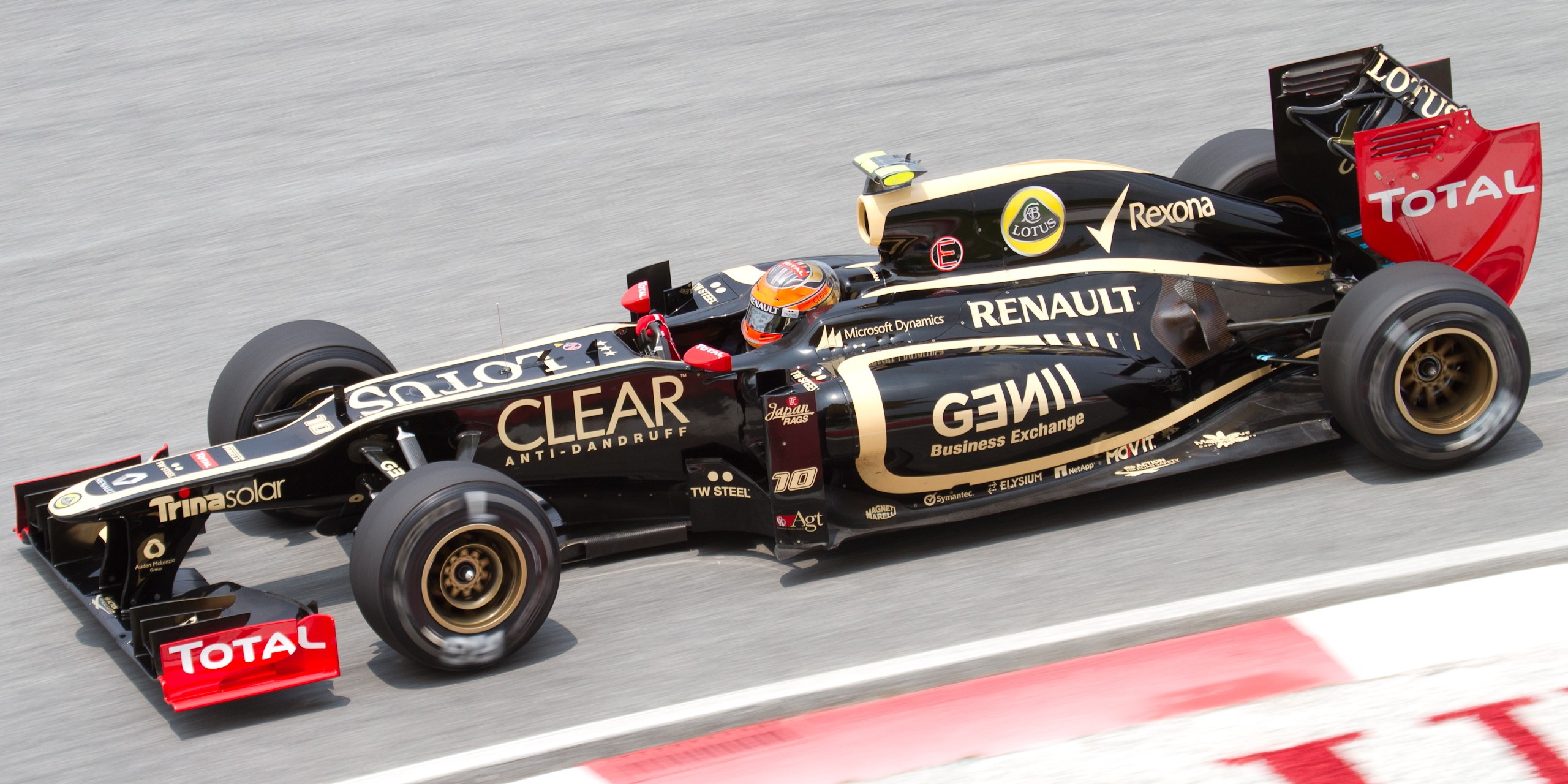
Romain pilotando en su primera temporada con Lotus.

Para 2012, Grosjean pasó a ser piloto titular de Lotus F1 Team junto a Kimi Räikkönen. En su primera carrera, el GP de Australia, Grosjean sorprende al clasificarse en 3ª posición, pero en carrera tuvo que abandonar tras un toque con Pastor Maldonado. Tras otro abandono en Malasia, Romain consiguió sus primeros puntos tras llegar 6.º en la carrera de China. En el GP de Baréin, el piloto francés protagoniza una excelente carrera y consigue su primer podio al acabar 3.º. En España finaliza 4.º y consigue su primera vuelta rápida. Pero es en el GP de Canadá donde logra un meritorio 2.º puesto, presentando sus credenciales como un piloto sólido esta temporada. Más tarde, en el GP de Europa, mientras ocupaba la segunda posición y cada vez más cerca de Fernando Alonso, quien lideraba en esos momentos, sufre una avería en el alternador de su motor, obligándole a abandonar la carrera. En el GP de Hungría obtiene su tercer cajón, finalizando la carrera en 3ª posición.
En la primera vuelta del GP de Bélgica, Grosjean ocasiona un espectacular accidente dejando fuera de combate a Checo Pérez, al líder del campeonato Fernando Alonso, a Lewis Hamilton y al propio piloto galo. El Sauber de Kamui Kobayashi también quedó dañado y terminó la justa en 13.eɾ lugar. Romain recibió una multa de 50,000 euros y la suspensión de la siguiente carrera, el GP de Italia a celebrarse en Monza; con esto se convierte en el primer piloto en ser suspendido una carrera en 18 años (Michael Schumacher, Italia y Portugal 1994). El reemplazo de Romain es el piloto de pruebas de Lotus, Jérôme d'Ambrosio de Bélgica. Volvería en Singapur, donde acabaría 7.º a pesar de que el Lotus tenía problemas en las calles urbanas. En el GP de Abu Dabi, en la vuelta 38, el piloto francés se retira del circuito debido a una colisión con Sergio Pérez y Mark Webber.

#### 2013
En diciembre de 2012, Lotus anuncia la continuidad de Grosjean para 2013. Su comienzo de temporada no fue muy bueno, con un 6.º puesto como mejor resultado en Malasia. Pero en Baréin, con un chasis nuevo, Grosjean volvió a mostrarse competitivo y obtuvo la tercera posición. En el GP de España un problema en la suspensión trasera le forzó a abandonar, y en Mónaco tampoco pudo terminar a causa de un accidente. Una sanción le condenó a salir desde la última posición en Canadá, donde terminó 13.º. Tras volver a quedarse sin puntuar en Silverstone, se comenzó a especular sobre su futuro en el equipo, pero Grosjean respondió con una gran carrera en Alemania, donde logra su segundo podio de la temporada. 

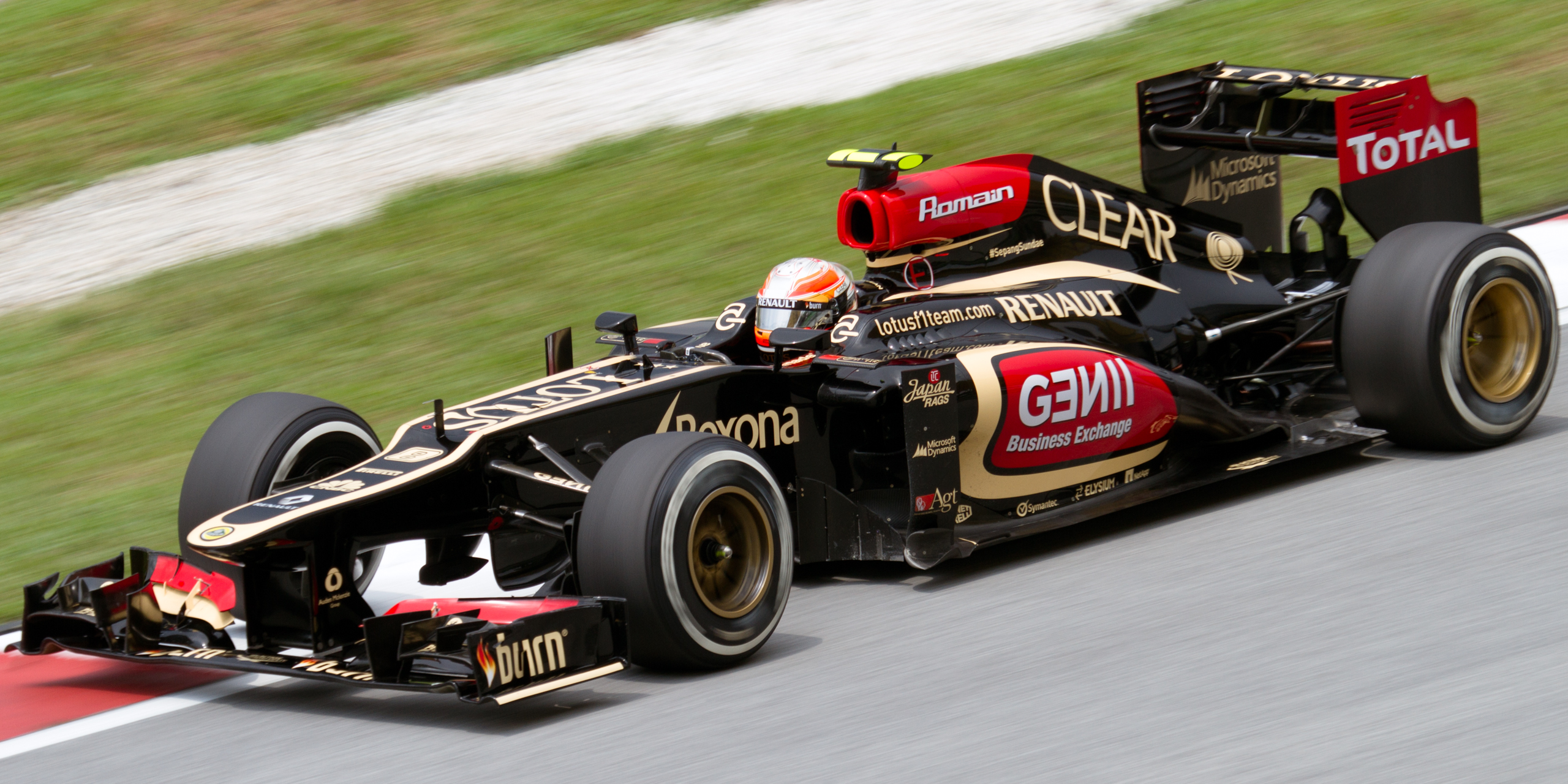
El francés durante los entrenamientos previos al Gran Premio de Malasia.

Volvió a luchar por la victoria en Hungría, pero de nuevo no puede materializarlo y una penalización acabó con sus esperanzas. En Corea, el piloto francés realizó una sólida carrera, terminando tercero tras perder el segundo puesto ante Kimi Räikkönen. En la siguiente prueba, en Suzuka, vuelve a terminar en tercer lugar tras liderar la carrera y confirma su progresión, corrigiendo sus errores de juventud. En el GP de la India, a pesar de un error en la clasificación que lo dejó 17.º en parrilla, remontó en carrera hasta su tercer podio consecutivo. Tras un 4.º lugar en Abu Dabi, en Austin igualó su mejor resultado, un 2.º puesto, conteniendo a Mark Webber y solo por detrás de Sebastian Vettel. Terminó el año con un abandono en Brasil por una rotura de motor.

#### 2014
Continuó en el equipo de 2014, ahora junto a Pastor Maldonado. Sin embargo, a diferencia de los dos años anteriores, el monoplaza no fue competitivo y tuvo serios problemas de fiabilidad tras el cambio reglamentario. Romain no pudo puntuar hasta la quinta prueba de la temporada, en Barcelona, donde termina 8.º, resultado que repite en Montecarlo. Sin embargo, a continuación el coche vuelve a tener los mismos problemas que al principio de la temporada, por lo que el francés, además de sufrir múltiples abandonos, no ha podido sumar ningún punto más en el resto de la temporada.

#### 2015

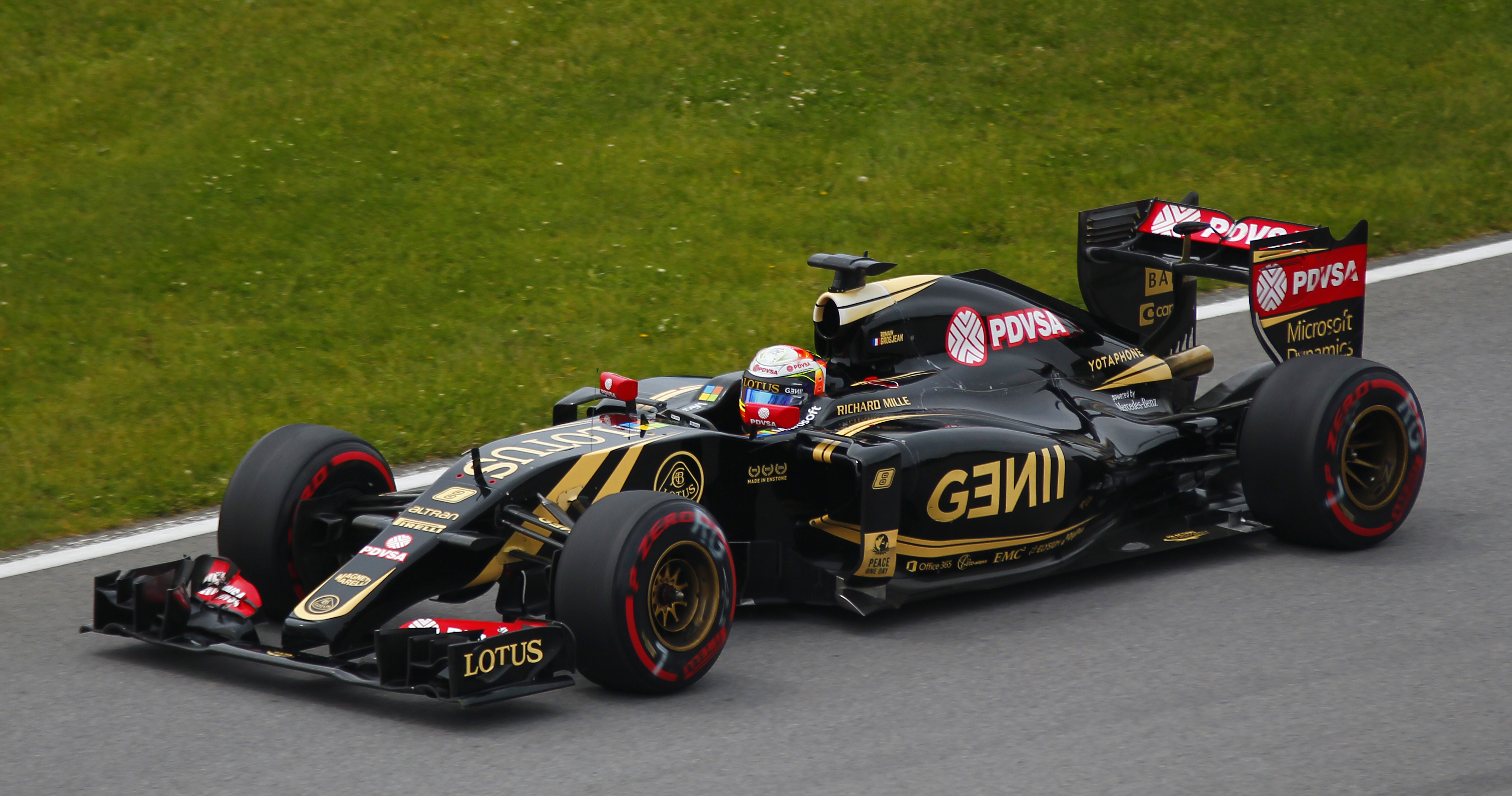
Grosjean en el GP de Canadá 2015.

En 2015, Grosjean cuenta con un coche más competitivo en su último año con Lotus. Tras un accidente en la primera carrera y ser 11.º en la segunda, obtiene sus primeros puntos del año al ser 7.º en China, resultado que repite en Baréin, mientras que en Barcelona termina 8.º. Suma un punto más a su casillero en GP de Canadá; y en el GP de Bélgica, Grosjean remonta del 9.º al 3.er lugar, consiguiendo así su primer podio (y el de su equipo) en casi dos años. Terminó su larga estancia en el equipo de Enstone puntuando en las 3 últimas carreras.

#### Haas (2016-2020)
En septiembre de 2015, Grosjean fue presentado como piloto del nuevo equipo Haas F1 Team para 2016. Contra todo pronóstico, logró debutar sumando los primeros puntos de la historia de su escudería, pues terminó en 6° puesto en el GP de Australia. En la siguiente carrera, en Baréin, consigue mejorar el resultado de la carrera anterior, acabando en esta en 5° puesto. En China, Romain no pasa del puesto 19° y vuelve a la zona de puntos con una octava posición en Rusia. 
Pero con la llegada de la gira europea, el rendimiento del monoplaza se muestra inferior, a lo que fue en las 2 primeras carreras, que solo le permiten a Grosjean volver a puntuar en Austria antes de finalizar la primera parte de la temporada. Tras volver de las vacaciones, el ritmo del coche seguía siendo el mismo que antes del verano. El francés no consiguió tomar la salida en 2 carreras (Singapur y Brasil), rozó la zona de puntos en otras 2 (Japón y Abu Dabi) y volvería a puntuar en Austin, cerrando el campeonato en la posición 13° con 29 puntos.

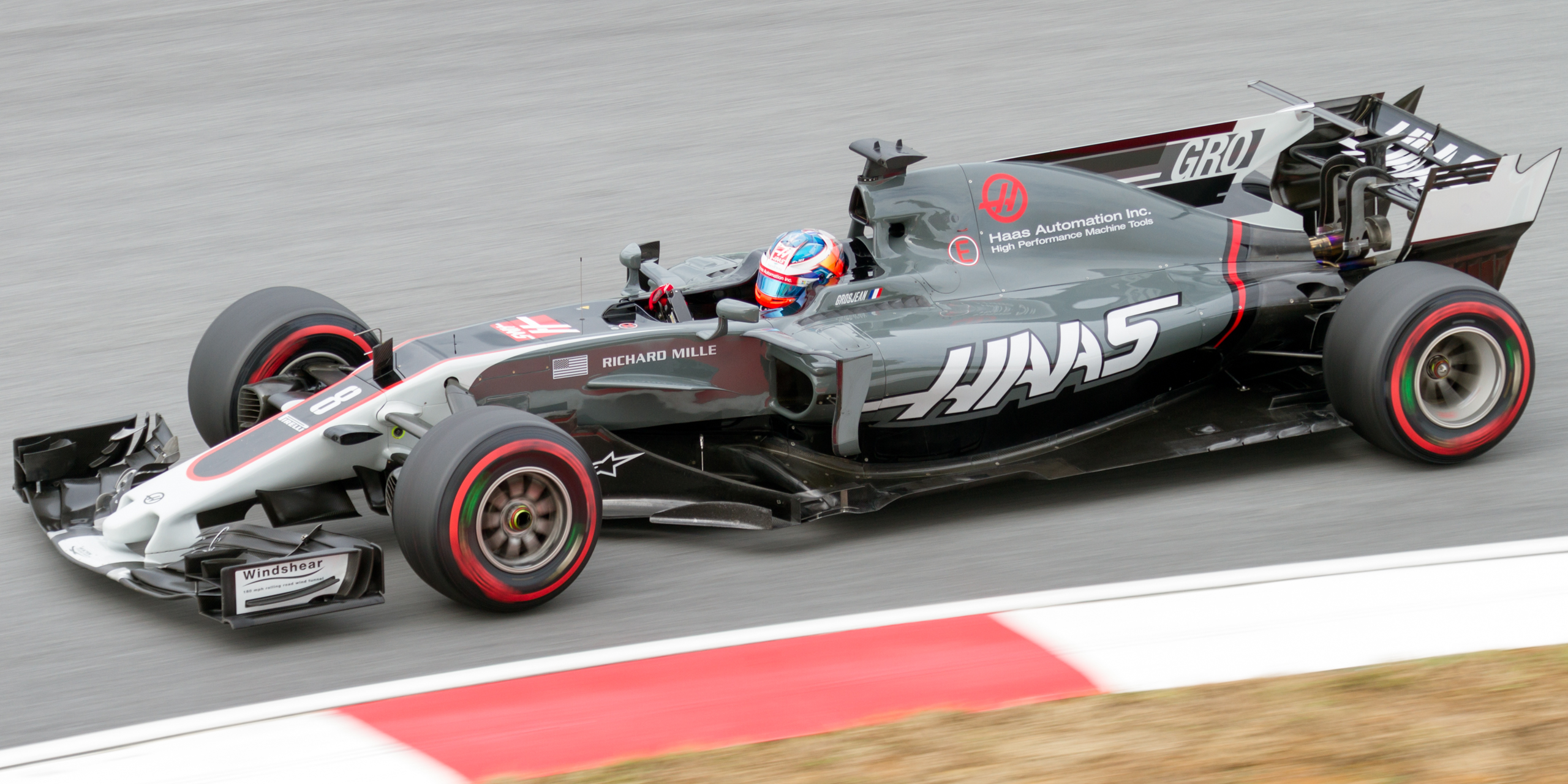
Grosjean en el GP de Malasia de 2017.

En la temporada 2017, Grosjean puntuó en ocho de las 20 carreras, logrando un sexto puesto en Austria como mejor resultado. Por tanto, consiguió la 13.ª posición en el campeonato de pilotos, delante de su nuevo compañero de equipo Kevin Magnussen.
En 2018, Haas consiguió el mejor puesto en el campeonato de constructores en su historia; fue quinto. Grosjean no sumó puntos hasta el GP número nueve, el de Austria, donde fue cuarto. Esa temporada finalizó en el puesto 14 del campeonato, cinco por detrás de su compañero de equipo.
Para la temporada siguiente, el rendimiento del equipo decayó y el francés solo sumó en tres carreras. Nuevamente fue superado por Magnussen, quien sumó más del doble de puntos.
En 2020, el rendimiento de Romain volvería a caer. Tuvo que esperar hasta el GP de Eifel para poder sumar puntos.

##### Accidente en Baréin

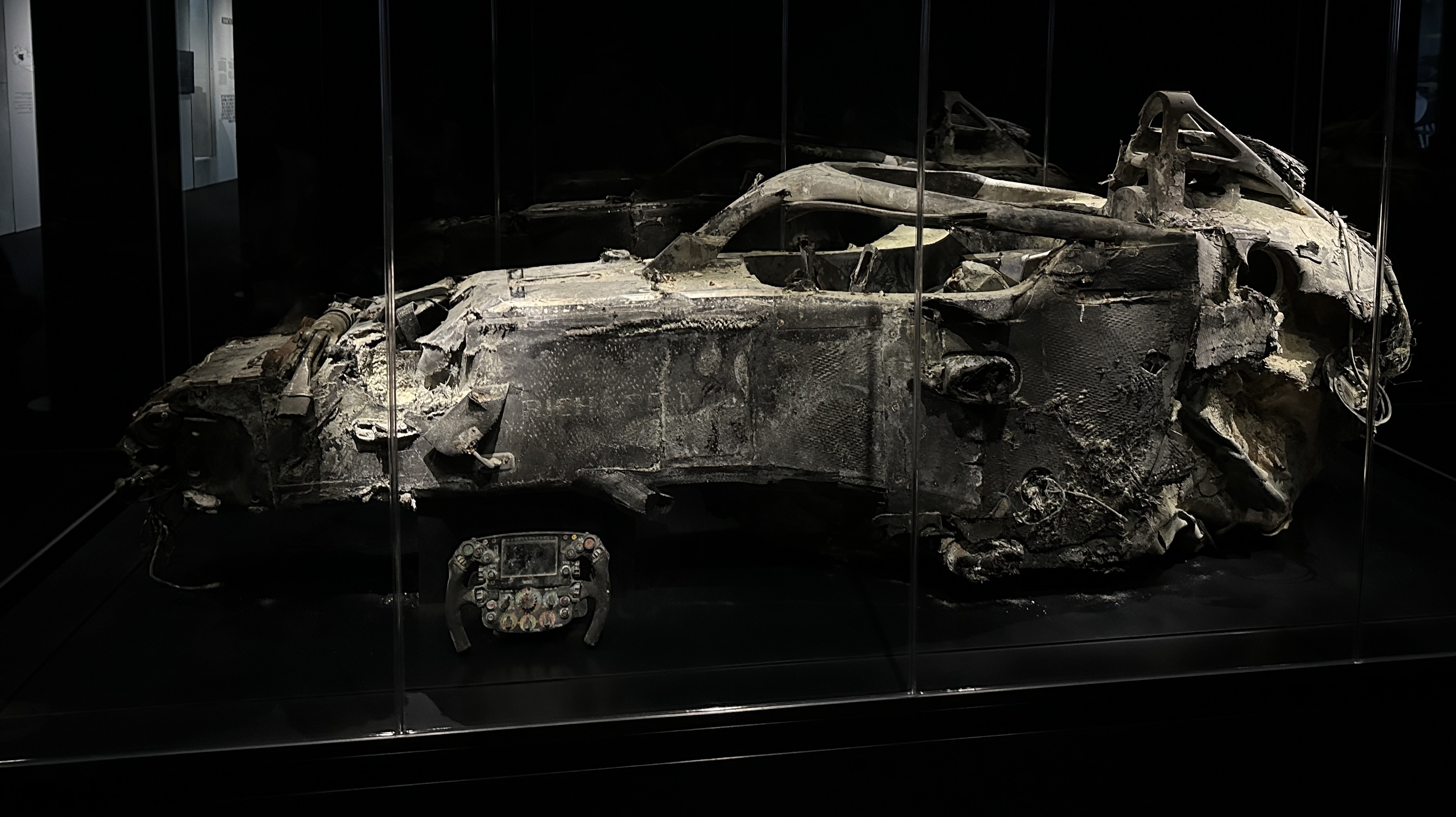
Restos del Haas VF-20 manejado por Grosjean en Baréin 2020 exhibido en Madrid, 2023.

En Baréin, el francés colisionó con Daniil Kvyat en la curva 3 y se estrelló contra el guardarraíl, atravesándolo. El impacto hizo que su Haas VF-20 se partiera por la mitad y se incendiara inmediatamente. Grosjean logró salir ileso y fue llevado al centro médico. Sufrió leves quemaduras en las manos, tobillos y pies, lo que provocó la ausencia del francés en la siguiente carrera. Tras la carrera reconoció que el Halo le salvó la vida. Fue reemplazado por Pietro Fittipaldi en el GP de Sakhir. Tampoco disputó la última carrera debido a la recuperación de las quemaduras sufridas.

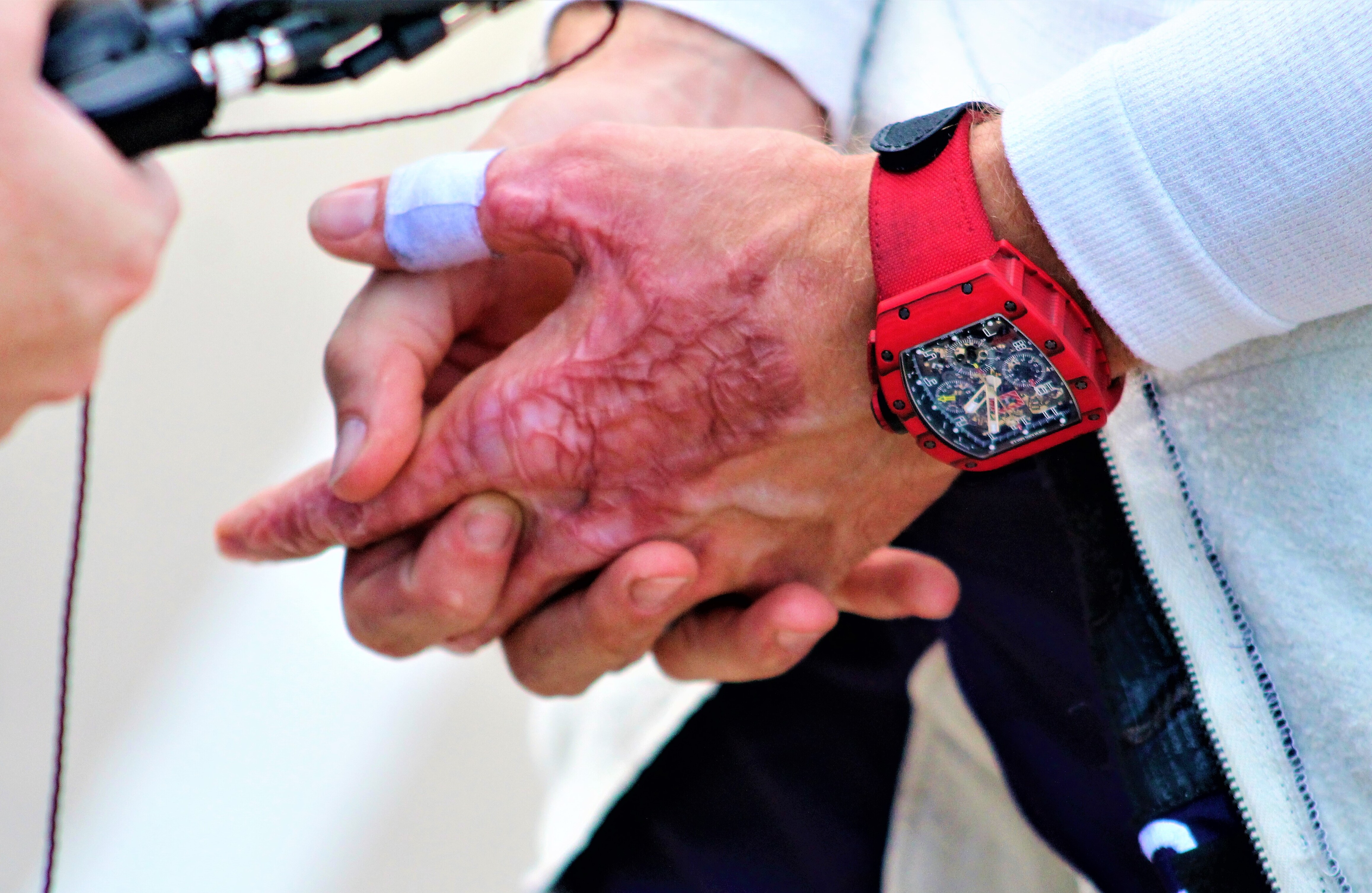
Fotografía de 2021 que muestra como quedaron las manos de Grosjean tras el accidente en Baréin.

La investigación de la FIA concluyó que Grosjean perdió el control del coche a 241 km/h e impactó contra la barrera con una fuerza de 67 G. La barrera se deformó, permitiendo que el monoplaza se introdujera en ella. Eso causó que se partiera en dos y tanto el depósito de combustible como la batería de alto voltaje del ERS se dañaron. El fuego se inició en el momento del impacto detrás de la cédula de supervivencia del coche y se extendió hacia esta última. El Halo impactó directamente contra la barrera, deformándola también. Grosjean debió liberar su pie izquierdo que había quedado atrapado. El coche médico llegó a los 11 segundos del impacto y el piloto salió del monoplaza tras 27 segundos.
Grosjean no tenía equipo para 2021 en el momento del accidente porque Haas prescindió de su plantilla de pilotos y porque no recibió ofertas de otros.

#### Pruebas con Mercedes (2021)
Previo al Gran Premio de Francia de 2021 estaba previsto que Grosjean manejara el Mercedes AMG F1 W10 EQ Power+ del año 2019 y luego realizar pruebas privadas como motivo de «despedida de la F1» tras el accidente que sufrió en Baréin el año pasado. Sin embargo, la prueba fue pospuesta debido a las restricciones de viaje por el COVID-19.

### IndyCar Series
Tras retirarse de la Fórmula 1, Grosjean firmó contrato con el equipo Dale Coyne Racing (en conjunto con Rick Ware Racing) para disputar la temporada 2021 de IndyCar Series. Grosjean se saltó la doble fecha de Texas y las 500 Millas de Indianápolis, realizando su debut en óvalos en Gateway.

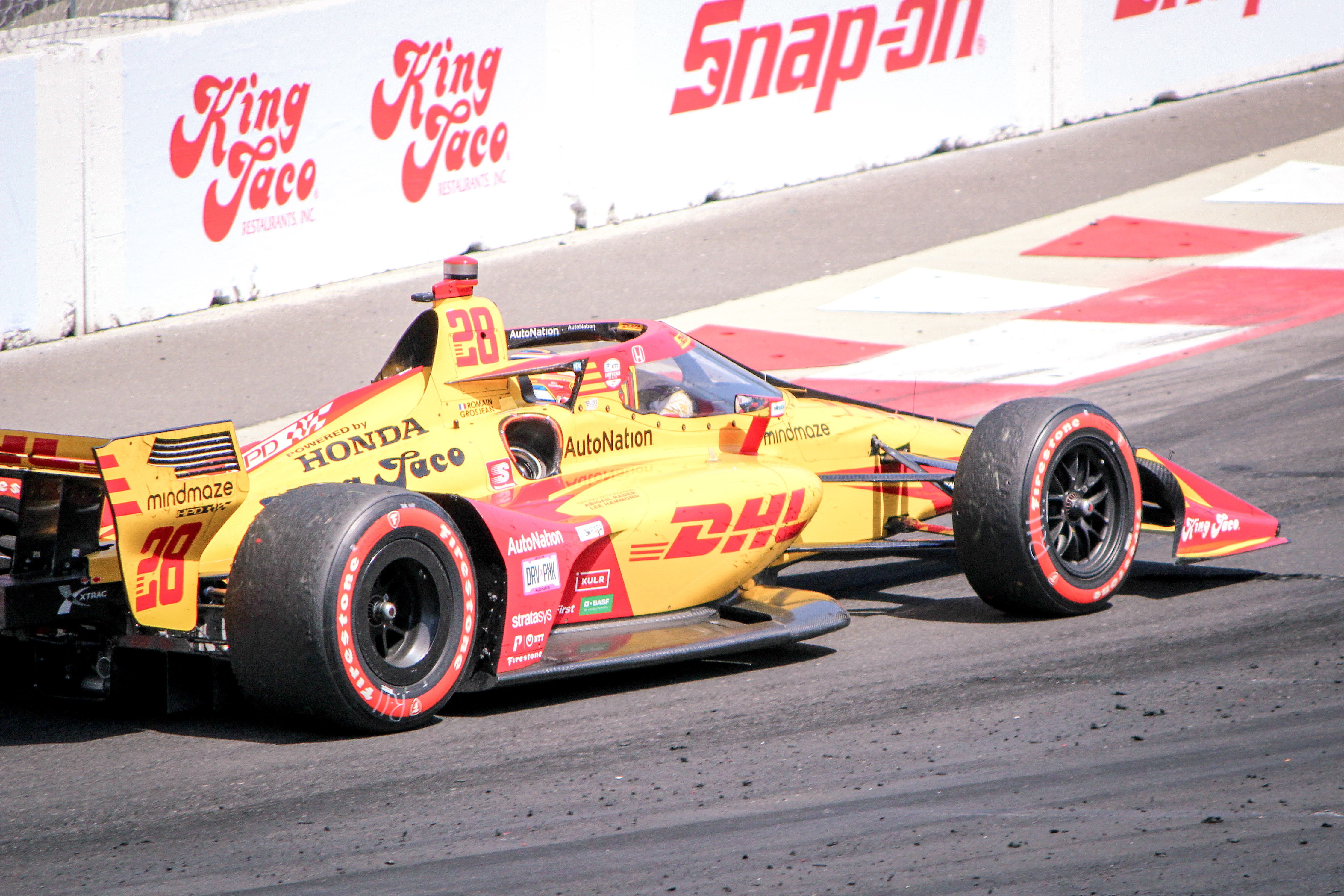
Romain Grosjean en la IndyCar Series 2022.

En su tercera carrera de la temporada, en el Indianapolis Road Course, logró la pole. En esa carrera, finalizó segundo detrás de Rinus VeeKay. En agosto, en este mismo circuito, el francés logró otro podio al nuevamente ser segundo. Además obtuvo el tercer lugar en Laguna Seca, el quinto en Road America, el séptimo en Mid-Ohio y el décimo en Barber, quedando 15° en el campeonato general y siendo el segundo mejor novato.
Para 2022, Romain Grosjean pilota para el equipo Andretti a tiempo completo, reemplazando a Ryan Hunter-Reay. Inició la temporada con un quinto puesto en San Petersburgo, y logró su primer podio con Andretti en Long Beach. En su primera participación en la Indianapolis 500, Grosjean clasificó como el mejor novato pero no finalizó la carrera debido a un accidente. Acabó la temporada en el puesto 13.
El inicio de la temporada para el francés estuvo marcado por una pole position en San Petersburgo, pero un accidente con Scott McLaughlin lo dejó fuera de carrera. En Texas, chocó nuevamente cuando luchaba por posiciones de podio. Esto fue seguido por dos segundos puestos en Long Beach y Alabama (además de una pole en esta última), pero los resultados en el resto de la temporada no fueron destacables y Andretti lo dejó fuera del equipo de cara a 2024.
Durante la temporada 2024, pilotó para el equipo Juncos Hollinger Racing, de motores Chevrolet. Pilotó junto a Agustín Canapino y Conor Daly. En Laguna Seca, obtuvo el mejor resultado del equipo hasta entonces con un cuarto puesto.

### Resistencia
El francés se unió a Lamborghini en 2023, durante el desarrollo del prototipo LMDh Lamborghini SC63. En 2024, compitió en las 12 Horas de Sebring (IMSA) y en las 24 Horas de Le Mans (WEC) junto a Matteo Cairoli y Andrea Caldarelli, además de competir ocasionalmente con el Huracán GT3 Evo 2.

## Otras competiciones
En 2012, por segundo año consecutivo, Grosjean es invitado a participar en la 25a edición de la Carrera de Campeones que se llevó a cabo del 14 al 16 de diciembre de 2012 en Bangkok.
En la Copa de Naciones la escuadra de Francia formada por Grosjean y el piloto de rallys Sébastien Ogier, queda en el segundo lugar, solo superados por el equipo alemán conformado por Sebastian Vettel y Michael Schumacher.
En el evento de Campeón de Campeones, Romain dejó en el camino a Vettel en cuartos de final y a Schumacher en la semifinal. En la gran final el piloto galo derrotó a la leyenda de Le Mans, el nórdico Tom Kristensen por un marcador de 2-0.
En 2016, Grosjean participó en la tercera fecha del Trofeo Andros. Logró la victoria en una de las dos carreras disputadas.

## Resumen de carrera
| Temporada | Categoría                                         | Equipo                                | Carreras          | Victorias         | Poles             | VR                | Podios            | Puntos            | Pos.              |
| --------- | ------------------------------------------------- | ------------------------------------- | ----------------- | ----------------- | ----------------- | ----------------- | ----------------- | ----------------- | ----------------- |
| 2003      | Fórmula Lista Júnior 1.6                          | Advance Racing                        | 10                | 10                | ?                 | ?                 | 10                | ?                 | 1.º               |
| 2004      | Fórmula Renault Francesa                          | SG Formula                            | ?                 | 1                 | ?                 | ?                 | 4                 | ?                 | 7.º               |
| 2004      | Eurocopa de Fórmula Renault 2000                  | SG Formula                            | 9                 | 0                 | 0                 | 0                 | 0                 | 32                | 14.º              |
| 2005      | Fórmula Renault Francesa                          | SG Formula                            | 16                | 10                | 10                | 0                 | 13                | 211               | 1.º               |
| 2005      | Eurocopa de Fórmula Renault 2.0                   | SG Formula                            | 7                 | 0                 | 0                 | 0                 | 2                 | 28                | 12.º              |
| 2005      | Gran Premio de Macao                              | Signature-Plus                        | 1                 | 0                 | 0                 | 0                 | 0                 | N/A               | 9.º               |
| 2006      | Fórmula 3 Euroseries                              | Signature-Plus                        | 20                | 0                 | 0                 | 0                 | 1                 | 19                | 13.º              |
| 2006      | Campeonato de Fórmula 3 Británica                 | Signature-Plus                        | 2                 | 2                 | 1                 | 2                 | 2                 | 0                 | NC†               |
| 2006      | Gran Premio de Macao                              | Signature-Plus                        | 1                 | 0                 | 0                 | 0                 | 0                 | N/A               | 5.º               |
| 2007      | Formula 3 Euroseries                              | ASM Formule 3                         | 20                | 6                 | 4                 | 7                 | 13                | 106               | 1.º               |
| 2007      | Masters de Fórmula 3                              | ASM Formule 3                         | 1                 | 0                 | 1                 | 0                 | 0                 | N/A               | 14.º              |
| 2007      | Gran Premio de Macao                              | ASM Formule 3                         | 1                 | 0                 | 0                 | 0                 | 0                 | N/A               | 8.º               |
| 2008      | GP2 Series                                        | ART Grand Prix                        | 20                | 2                 | 1                 | 2                 | 6                 | 62                | 4.º               |
| 2008      | GP2 Asia Series                                   | ART Grand Prix                        | 10                | 4                 | 4                 | 3                 | 5                 | 61                | 1.º               |
| 2009      | GP2 Series                                        | Barwa Addax Team                      | 12                | 2                 | 3                 | 2                 | 3                 | 45                | 4.º               |
| 2009      | Fórmula 1                                         | ING Renault F1 Team                   | 3                 | 0                 | 0                 | 0                 | 0                 | 0                 | 23.º              |
| 2009      | Fórmula 1                                         | Renault F1 Team                       | 4                 | 0                 | 0                 | 0                 | 0                 | 0                 | 23.º              |
| 2010      | GP2 Series                                        | DAMS                                  | 8                 | 0                 | 0                 | 0                 | 2                 | 14                | 14.º              |
| 2010      | Auto GP                                           | DAMS                                  | 8                 | 4                 | 3                 | 4                 | 7                 | 58                | 1.º               |
| 2010      | Campeonato Mundial de GT1 de la FIA               | Matech Competition                    | 10                | 2                 | 0                 | 0                 | 3                 | 62                | 11.º              |
| 2010      | 24 Horas de Le Mans - LMGT1                       | Matech Competition                    | 1                 | 0                 | 0                 | 0                 | 0                 | N/A               | DNF               |
| 2011      | GP2 Series                                        | DAMS                                  | 18                | 5                 | 1                 | 6                 | 10                | 89                | 1.º               |
| 2011      | GP2 Asia Series                                   | DAMS                                  | 4                 | 1                 | 2                 | 2                 | 2                 | 24                | 1.º               |
| 2011      | Fórmula 1                                         | Lotus Renault GP                      | Piloto de pruebas | Piloto de pruebas | Piloto de pruebas | Piloto de pruebas | Piloto de pruebas | Piloto de pruebas | Piloto de pruebas |
| 2012      | Fórmula 1                                         | Lotus F1 Team                         | 19                | 0                 | 0                 | 1                 | 3                 | 96                | 8.º               |
| 2013      | Fórmula 1                                         | Lotus F1 Team                         | 19                | 0                 | 0                 | 0                 | 6                 | 132               | 7.º               |
| 2014      | Fórmula 1                                         | Lotus F1 Team                         | 19                | 0                 | 0                 | 0                 | 0                 | 8                 | 14.º              |
| 2015      | Fórmula 1                                         | Lotus F1 Team                         | 19                | 0                 | 0                 | 0                 | 1                 | 51                | 11.º              |
| 2016      | Fórmula 1                                         | Haas F1 Team                          | 21                | 0                 | 0                 | 0                 | 0                 | 29                | 13.º              |
| 2016-17   | Trofeo Andros - Clase Pro Elite                   | DA Racing                             | 2                 | 1                 | 1                 | 1                 | 1                 | 106               | 14.º              |
| 2017      | Fórmula 1                                         | Haas F1 Team                          | 20                | 0                 | 0                 | 0                 | 0                 | 28                | 13.º              |
| 2018      | Fórmula 1                                         | Haas F1 Team                          | 21                | 0                 | 0                 | 0                 | 0                 | 37                | 14.º              |
| 2019      | Fórmula 1                                         | Rich Energy Haas F1 Team              | 14                | 0                 | 0                 | 0                 | 0                 | 8                 | 18.º              |
| 2019      | Fórmula 1                                         | Haas F1 Team                          | 7                 | 0                 | 0                 | 0                 | 0                 | 8                 | 18.º              |
| 2020      | Fórmula 1                                         | Haas F1 Team                          | 15                | 0                 | 0                 | 0                 | 0                 | 2                 | 19.º              |
| 2021      | IndyCar Series                                    | Dale Coyne Racing w/ Rick Ware Racing | 13                | 0                 | 1                 | 1                 | 3                 | 272               | 15.º              |
| 2022      | IndyCar Series                                    | Andretti Autosport                    | 17                | 0                 | 0                 | 0                 | 1                 | 328               | 13.º              |
| 2023      | IndyCar Series                                    | Andretti Autosport                    | 17                | 0                 | 2                 | 0                 | 2                 | 301               | 13.º              |
| 2024      | IndyCar Series                                    | Juncos Hollinger Racing               | 17                | 0                 | 0                 | 0                 | 0                 | 260               | 17.º              |
| 2024      | IMSA WeatherTech SportsCar Championship - GTD Pro | Iron Lynx                             | 1                 | 0                 | 0                 | 0                 | 0                 | 213               | 43.º              |
| 2024      | IMSA WeatherTech SportsCar Championship - GTP     | Lamborghini Iron Lynx                 | 3                 | 0                 | 0                 | 1                 | 0                 | 764               | 22.º              |
| 2024      | 24 Horas de Le Mans - Hypercar                    | Lamborghini Iron Lynx                 | 1                 | 0                 | 0                 | 0                 | 0                 | N/A               | 13.º              |
| 2025      | IMSA SportsCar Championship - GTP                 | Automobili Lamborghini Squadra Corse  | Disputándose      | Disputándose      | Disputándose      | Disputándose      | Disputándose      | Disputándose      | Disputándose      |
| Fuente:   |                                                   |                                       |                   |                   |                   |                   |                   |                   |                   |

- † Grosjean fue piloto invitado, por lo tanto no fue apto para sumar puntos.

## Resultados

### Fórmula 3 Euroseries
(Clave) (negrita indica pole position) (cursiva indica vuelta rápida)

| Año  | Escudería      | Chasis           | Motor    | 1        | 2        | 3       | 4         | 5       | 6         | 7       | 8       | 9        | 10      | 11       | 12       | 13      | 14       | 15        | 16        | 17       | 18       | 19        | 20        | Pos. | Puntos |
| ---- | -------------- | ---------------- | -------- | -------- | -------- | ------- | --------- | ------- | --------- | ------- | ------- | -------- | ------- | -------- | -------- | ------- | -------- | --------- | --------- | -------- | -------- | --------- | --------- | ---- | ------ |
| 2006 | Signature-Plus | Dallara F305/029 | Mercedes | HOC 1 21 | HOC 2 13 | LAU 1 6 | LAU 2 4   | OSC 1 3 | OSC 2 6   | BRH 1 9 | BRH 2 6 | NOR 1 12 | NOR 2 8 | NÜR 1 18 | NÜR 2 10 | ZAN 1 4 | ZAN 2 11 | CAT 1 Ret | CAT 2 9   | BUG 1 20 | BUG 2 12 | HOC 1 DSQ | HOC 2 DSQ | 13.º | 19     |
| 2007 | ASM Formule 3  | Dallara F305/059 | Mercedes | HOC 1 5  | HOC 2 1  | BRH 1   | BRH 2 Ret | NOR 1   | NOR 2 Ret | MAG 1 2 | MAG 2 7 | MUG 1    | MUG 2   | ZAN 1    | ZAN 2 3  | NÜR 1 5 | NÜR 2    | CAT 1 8   | CAT 2 DSQ | NOG 1    | NOG 2 3  | HOC 1 2   | HOC 2 3   | 1.º  | 106    |

### GP2 Asia Series
(Clave) (negrita indica pole position) (cursiva indica vuelta rápida puntuable)

| Año  | Escudería      | 1    | 1    | 2   | 2   | 3   | 3   | 4   | 4   | 5    | 5    | Pos. | Puntos | Ref.   |
| ---- | -------------- | ---- | ---- | --- | --- | --- | --- | --- | --- | ---- | ---- | ---- | ------ | ------ |
| 2008 | ART Grand Prix | YMC1 | YMC1 | SEN | SEN | KUA | KUA | SAK | SAK | YMC2 | YMC2 | 1.º  | 24     | [ 55 ] |
| 2008 | ART Grand Prix | 1    | 1    | 4   | 4   | 9   | 2   | 1   | Ret | 1    | Ret  | 1.º  | 24     | [ 55 ] |
| 2011 | DAMS           | YMC  | YMC  | IMO | IMO |     |     |     |     |      |      | 1.º  | 61     | [ 56 ] |
| 2011 | DAMS           | 2    | Ret  | 1   | 7   |     |     |     |     |      |      | 1.º  | 61     | [ 56 ] |

### GP2 Series
(Clave) (negrita indica pole position) (cursiva indica vuelta rápida puntuable)

| Año  | Escudería        | 1   | 1   | 2   | 2   | 3   | 3   | 4   | 4   | 5   | 5   | 6   | 6   | 7   | 7   | 8   | 8   | 9   | 9   | 10  | 10  | Pos. | Puntos | Ref.   |
| ---- | ---------------- | --- | --- | --- | --- | --- | --- | --- | --- | --- | --- | --- | --- | --- | --- | --- | --- | --- | --- | --- | --- | ---- | ------ | ------ |
| 2008 | ART Grand Prix   | BAR | BAR | EST | EST | MON | MON | MAG | MAG | SIL | SIL | HOC | HOC | BUD | BUD | VAL | VAL | SPA | SPA | MNZ | MNZ | 4.º  | 62     | [ 57 ] |
| 2008 | ART Grand Prix   | 5   | 13  | 2   | 1   | Ret | 10  | Ret | Ret | 5   | 8   | 2   | 4   | 17  | 12  | 3   | Ret | 1   | 9   | 4   | 3   | 4.º  | 62     | [ 57 ] |
| 2009 | Barwa Addax Team | BAR | BAR | MON | MON | EST | EST | SIL | SIL | NÜR | NÜR | BUD | BUD | VAL | VAL | SPA | SPA | MNZ | MNZ | ALG | ALG | 4.º  | 45     | [ 58 ] |
| 2009 | Barwa Addax Team | 1   | 2   | 1   | 17† | Ret | 12  | 5   | 4   | 18† | 5   | 10  | 4   |     |     |     |     |     |     |     |     | 4.º  | 45     | [ 58 ] |
| 2010 | DAMS             | BAR | BAR | MON | MON | EST | EST | VAL | VAL | SIL | SIL | HOC | HOC | BUD | BUD | SPA | SPA | MNZ | MNZ | YMC | YMC | 14.º | 14     | [ 59 ] |
| 2010 | DAMS             |     |     |     |     |     |     |     |     |     |     | 20  | 19† |     |     | 3   | 6   | 13  | 17† | 6   | 3   | 14.º | 14     | [ 59 ] |
| 2011 | DAMS             | EST | EST | BAR | BAR | MON | MON | VAL | VAL | SIL | SIL | NÜR | NÜR | BUD | BUD | SPA | SPA | MNZ | MNZ |     |     | 1.º  | 89     | [ 60 ] |
| 2011 | DAMS             | 1   | 10  | DSQ | 9   | 4   | 3   | 1   | Ret | 4   | 1   | 3   | 1   | 1   | 3   | 3   | 4   | 3   | 21  |     |     | 1.º  | 89     | [ 60 ] |

### Fórmula 1
(Clave) (negrita indica pole position) (cursiva indica vuelta rápida)

| Año     | Escudería                | 1       | 2       | 3      | 4       | 5       | 6       | 7       | 8       | 9       | 10      | 11      | 12      | 13      | 14      | 15      | 16      | 17     | 18      | 19      | 20      | 21     | Pos. | Puntos |
| ------- | ------------------------ | ------- | ------- | ------ | ------- | ------- | ------- | ------- | ------- | ------- | ------- | ------- | ------- | ------- | ------- | ------- | ------- | ------ | ------- | ------- | ------- | ------ | ---- | ------ |
| 2009    | ING Renault F1 Team      | AUS     | MYS     | CHN    | BHR     | ESP     | MON     | TUR     | GBR     | GER     | HUN     | EUR 15  | BEL Ret | ITA 15  |         |         |         |        |         |         |         |        | 23.º | 0      |
| 2009    | Renault F1 Team          |         |         |        |         |         |         |         |         |         |         |         |         |         | SIN Ret | JPN 16  | BRA 13  | ABU 17 |         |         |         |        | 23.º | 0      |
| 2011    | Lotus Renault GP         | AUS     | MYS     | CHN    | TUR     | ESP     | MON     | CAN     | EUR     | GBR     | GER     | HUN     | BEL     | ITA     | SIN     | JPN     | RCO     | IND    | ABU TD  | BRA TD  |         |        |      |        |
| 2012    | Lotus F1 Team            | AUS Ret | MYS Ret | CHN 6  | BHR 3   | ESP 4   | MON Ret | CAN 2   | EUR Ret | GBR 6   | GER 18  | HUN 3   | BEL Ret | ITA     | SIN 7   | JPN 19† | RCO 7   | IND 9  | ABU Ret | USA 7   | BRA Ret |        | 8.º  | 96     |
| 2013    | Lotus F1 Team            | AUS 10  | MYS 6   | CHN 9  | BHR 3   | ESP Ret | MON Ret | CAN 13  | GBR 19† | GER 3   | HUN 6   | BEL 8   | ITA 8   | SIN Ret | RCO 3   | JPN 3   | IND 3   | ABU 4  | USA 2   | BRA Ret |         |        | 7.º  | 132    |
| 2014    | Lotus F1 Team            | AUS Ret | MYS 11  | BHR 12 | CHN Ret | ESP 8   | MON 8   | CAN Ret | AUT 14  | GBR 12  | GER Ret | HUN Ret | BEL Ret | ITA 16  | SIN 13  | JPN 15  | RUS 17  | USA 11 | BRA 17† | ABU 13  |         |        | 14.º | 8      |
| 2015    | Lotus F1 Team            | AUS Ret | MYS 11  | CHN 7  | BHR 7   | ESP 8   | MON 12  | CAN 10  | AUT Ret | GBR Ret | HUN 7   | BEL 3   | ITA Ret | SIN 13  | JPN 7   | RUS Ret | USA Ret | MEX 10 | BRA 8   | ABU 9   |         |        | 11.º | 51     |
| 2016    | Haas F1 Team             | AUS 6   | BHR 5   | CHN 19 | RUS 8   | ESP Ret | MON 13  | CAN 14  | EUR 13  | AUT 7   | GBR Ret | HUN 14  | GER 13  | BEL 13  | ITA 11  | SIN DNS | MYS Ret | JPN 11 | USA 10  | MEX 20  | BRA DNS | ABU 11 | 13.º | 29     |
| 2017    | Haas F1 Team             | AUS Ret | CHN 11  | BHR 8  | RUS Ret | ESP 10  | MON 8   | CAN 10  | AZE 13  | AUT 6   | GBR 13  | HUN Ret | BEL 7   | ITA 15  | SIN 9   | MYS 13  | JPN 9   | USA 14 | MEX 15  | BRA 15  | ABU 11  |        | 13.º | 28     |
| 2018    | Haas F1 Team             | AUS Ret | BHR 13  | CHN 17 | AZE Ret | ESP Ret | MON 15  | CAN 12  | FRA 11  | AUT 4   | GBR Ret | GER 6   | HUN 10  | BEL 7   | ITA DSQ | SIN 13  | RUS 11  | JPN 8  | USA Ret | MEX 16  | BRA 8   | ABU 9  | 14.º | 37     |
| 2019    | Rich Energy Haas F1 Team | AUS Ret | BHR Ret | CHN 11 | AZE Ret | ESP 10  | MON 10  | CAN 14  | FRA Ret | AUT 16  | GBR Ret | GER 7   | HUN Ret | BEL 13  | ITA 16  |         |         |        |         |         |         |        | 18.º | 8      |
| 2019    | Haas F1 Team             |         |         |        |         |         |         |         |         |         |         |         |         |         |         | SIN 11  | RUS Ret | JPN 13 | MEX 17  | USA 15  | BRA 13  | ABU 15 | 18.º | 8      |
| 2020    | Haas F1 Team             | AUT Ret | EST 13  | HUN 16 | GBR 15  | 70A 16  | ESP 19  | BEL 15  | ITA 12  | TOS 12  | RUS 17  | EIF 9   | POR 17  | EMI 14  | TUR Ret | BHR Ret | SAK     | ABU    |         |         |         |        | 19.º | 2      |
| Fuente: |                          |         |         |        |         |         |         |         |         |         |         |         |         |         |         |         |         |        |         |         |         |        |      |        |

### Campeonato Mundial de GT1 de la FIA
(Clave) (negrita indica pole position) (cursiva indica vuelta rápida)

| Año  | Escudería          | Chasis   | 1        | 2        | 3         | 4          | 5        | 6        | 7        | 8        | 9         | 10        | 11     | 12     | 13     | 14     | 15     | 16     | 17     | 18     | 19     | 20     | Pos. | Puntos |
| ---- | ------------------ | -------- | -------- | -------- | --------- | ---------- | -------- | -------- | -------- | -------- | --------- | --------- | ------ | ------ | ------ | ------ | ------ | ------ | ------ | ------ | ------ | ------ | ---- | ------ |
| 2010 | Matech Competition | Ford GT1 | ABU QR 2 | ABU CR 1 | SIL QR 21 | SIL CR Ret | BRN QR 6 | BRN CR 1 | PRI QR 7 | PRI CR 7 | SPA QR 20 | SPA CR 14 | NÜR QR | NÜR CR | ALG QR | ALG CR | NAV QR | NAV CR | INT QR | INT CR | SAN QR | SAN CR | 11.º | 62     |

### 24 Horas de Le Mans
| Año  | Equipo                | Copilotos                        | Automóvil        | Clase    | Vueltas | Pos. | Pos. Clase |
| ---- | --------------------- | -------------------------------- | ---------------- | -------- | ------- | ---- | ---------- |
| 2010 | Matech Competition    | Thomas Mutsch Jonathan Hirschi   | Ford GT1         | GT1      | 171     | DNF  | DNF        |
| 2024 | Lamborghini Iron Lynx | Andrea Caldarelli Matteo Cairoli | Lamborghini SC63 | Hypercar | 309     | 13.º | 13.º       |

### Auto GP
(Clave) (negrita indica pole position) (cursiva indica vuelta rápida)

| Año  | Escudería | 1     | 2     | 3     | 4     | 5     | 6     | 7     | 8         | 9       | 10      | 11    | 12      | Pos. | Puntos |
| ---- | --------- | ----- | ----- | ----- | ----- | ----- | ----- | ----- | --------- | ------- | ------- | ----- | ------- | ---- | ------ |
| 2010 | DAMS      | BRN 1 | BRN 2 | IMO 1 | IMO 2 | SPA 1 | SPA 2 | MAG 1 | MAG 2 Ret | NAV 1 3 | NAV 2 1 | MNZ 1 | MNZ 2 3 | 1.º  | 58     |

### IndyCar Series
(Clave) (negrita indica pole position) (cursiva indica vuelta rápida)

| Año  | Escudería                             | Motor     | 1   | 2   | 3   | 4   | 5   | 6    | 7   | 8   | 9   | 10  | 11  | 12  | 13  | 14  | 15  | 16  | 17  | 18  | Pos. | Puntos | Ref.   |
| ---- | ------------------------------------- | --------- | --- | --- | --- | --- | --- | ---- | --- | --- | --- | --- | --- | --- | --- | --- | --- | --- | --- | --- | ---- | ------ | ------ |
| 2021 | Dale Coyne Racing w/ Rick Ware Racing | Honda     | ALA | STP | TXS | TXS | IMS | INDY | DET | DET | ROA | MDO | NSH | IMS | GTW | POR | LAG | LBH |     |     | 15.º | 272    | [ 61 ] |
| 2021 | Dale Coyne Racing w/ Rick Ware Racing | Honda     | 10  | 13  |     |     | 2   |      | 23  | 24  | 5   | 7   | 16  | 2   | 14  | 22  | 3   | 24  |     |     | 15.º | 272    | [ 61 ] |
| 2022 | Andretti Autosport                    | Honda     | STP | TXS | LBH | ALA | IMS | INDY | DET | ROA | MDO | TOR | IOW | IOW | IMS | NSH | GAT | POR | LAG |     | 13.º | 328    | [ 62 ] |
| 2022 | Andretti Autosport                    | Honda     | 5   | 26  | 2   | 7   | 19  | 31   | 17  | 4   | 21  | 16  | 7   | 9   | 16  | 16  | 13  | 19  | 7   |     | 13.º | 328    | [ 62 ] |
| 2023 | Andretti Autosport                    | Honda     | STP | TXS | LBH | ALA | IMS | INDY | DET | ROA | MDO | TOR | IOW | IOW | NSH | IMS | GAT | POR | LAG |     | 13.º | 301    |        |
| 2023 | Andretti Autosport                    | Honda     | 18  | 14  | 2   | 2   | 11  | 30   | 24  | 25  | 13  | 22  | 11  | 12  | 6   | 18  | 12  | 27  | 11  |     | 13.º | 301    |        |
| 2024 | Juncos Hollinger Racing               | Chevrolet | STP | THE | LBH | ALA | IGP | INDY | DET | ROA | LAG | MDO | IOW | IOW | TOR | GAT | POR | MIL | MIL | NSH | 17.º | 260    |        |
| 2024 | Juncos Hollinger Racing               | Chevrolet | 22  | DNQ | 8   | 12  | 12  | 19   | 23  | 7   | 4   | 23  | 24  | 10  | 9   | 16  | 27  | 24  | 9   | 16  | 17.º | 260    |        |

## Vida personal
Combinaba su carrera automovilística con su trabajo en un banco en su ciudad de Ginebra, labor que dejó para dedicarse enteramente al automovilismo. Se casó con Marion Jollès, una periodista de la televisión francesa, el 27 de junio de 2012. La pareja tuvo un hijo llamado Sacha el 29 de julio de 2013. El 27 de mayo de 2015, nació el segundo hijo de los Grosjean, que recibió el nombre de Simon. El 31 de diciembre de 2017, la pareja tuvo un tercer hijo, una niña a la que llamaron Camille.
En 2014, Grosjean apareció en el video musical de David Guetta titulado «Dangerous».